# 1265 w polityce

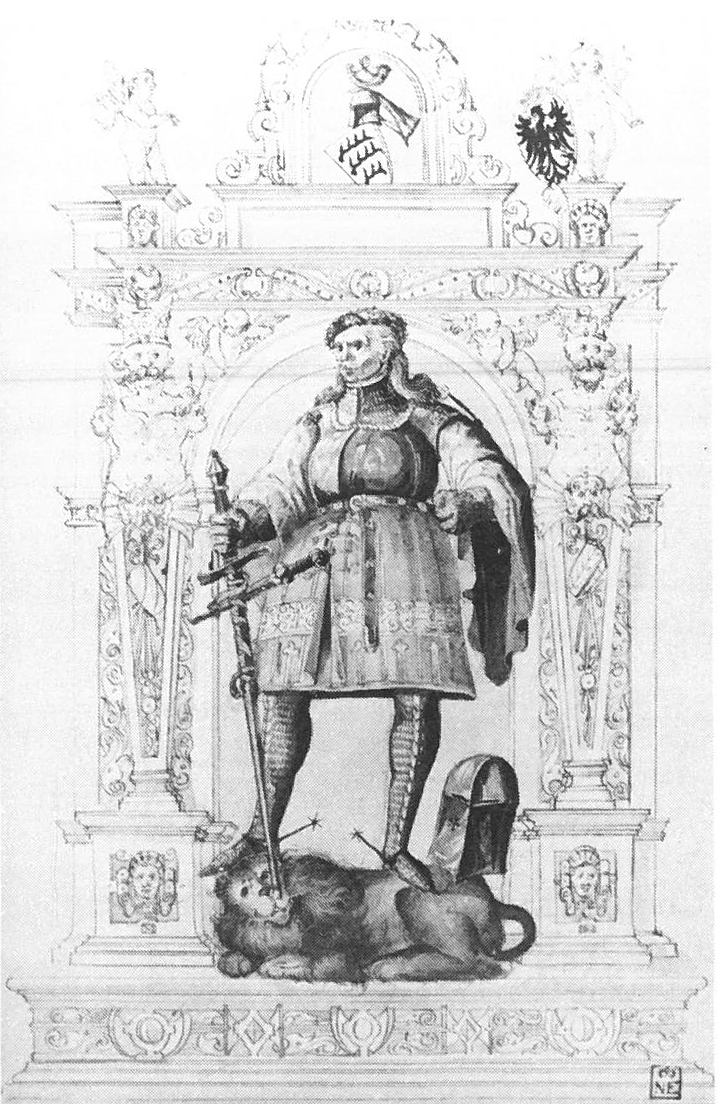
Ulryk I Założyciel

Wydarzenia polityczne w 1265 roku.

## Wydarzenia
- Szymon z Montfort zwołał parlament[1][2].
- 3 sierpnia bitwa pod Evesham i zwycięstwo Henryka III[1][3].
- Sasi zdobyli Drezdenko[4].

## Zmarli
- Ulryk I Założyciel, hrabia Wirtembergii[5].